# Сан-Коломбано-Чертеноли
Сан-Коломбано-Чертеноли (итал. San Colombano Certenoli) — коммуна в Италии, располагается в регионе Лигурия, в провинции Генуя.
Население составляет 2587 человек (2008 г.), плотность населения составляет 63 чел./км². Занимает площадь 41 км². Почтовый индекс — 16040. Телефонный код — 0185.
Покровителями коммуны почитаются святой Колумбан, празднование 23 ноября, и la Immacolata.

## Демография
Динамика населения:

## Администрация коммуны
- Официальный сайт: https://web.archive.org/web/20061012230628/http://www.comunesancolombano.it/